# Licuala macrantha
Licuala macrantha är en enhjärtbladig växtart som beskrevs av Karl Ewald Maximilian Burret. Licuala macrantha ingår i släktet Licuala och familjen Arecaceae. Inga underarter finns listade i Catalogue of Life.